# Trujillo (Wenezuela)
Trujillo – miasto w Wenezueli, stolica stanu Trujillo. Założone w 1557 roku, liczy 38 110 mieszkańców.